# Hrabstwo Mitchell (Iowa)

Piramida wieku hrabstwa

Hrabstwo Mitchell – hrabstwo położone w USA w stanie Iowa z siedzibą w mieście Osage.

## Miasta
| - Carpenter - McIntire - Mitchell - Orchard | - Osage - Riceville - St. Ansgar - Stacyville |

## Drogi główne
- U.S. Highway 218
- Iowa Highway 9

## Sąsiednie hrabstwa
- Hrabstwo Mower
- Hrabstwo Howard
- Hrabstwo Floyd
- Hrabstwo Cerro Gordo
- Hrabstwo Worth